# Beast Loose in Paradise
Beast Loose in Paradise è un brano musicale del gruppo heavy metal finlandese Lordi, pubblicato nel 2008 e registrato per il film Dark Floors.

## Tracce
1. Beast Loose In Paradise (Radio Edit) – 03:09
2. Beast Loose In Paradise (Dark Floors Version) – 03:33